# Rudolf Schmitz (Pharmaziehistoriker)
Rudolf Schmitz (* 17. Februar 1918 in Siegburg; † 14. Mai 1992 in Bicken (Mittenaar)) war ein deutscher Pharmaziehistoriker und Begründer des Marburger Instituts für Geschichte der Pharmazie.

## Leben
In seiner Heimatstadt absolvierte Rudolf Schmitz 1937 die Reifeprüfung am humanistischen Gymnasium. Danach leistete er bis 1945  seinen Wehr- und Kriegsdienst ab,  er studierte währenddessen in Bonn Geschichte und Philosophie. Nach seinem Wehrdienst begann er seine pharmazeutische Ausbildung mit dem Apothekerpraktikum in Bicken (Mittenaar). Von 1947 bis 1950 studierte er an der Philipps-Universität Marburg Pharmazie. 1952 promovierte Rudolf Schmitz unter Horst Böhme mit einer pharmazeutisch-chemischen Dissertation zum Dr. phil. und setzte danach sein Geschichtsstudium fort. 1957 habilitierte er sich im Fach „Geschichte der Pharmazie“. Er richtete ein entsprechendes Seminar ein und 1965 entstand daraus ein selbständiges Institut. 
Nachdem er in diesem Jahr zum Professor ernannt wurde, engagierte er sich sowohl wissenschaftlich als auch organisatorisch für den Ausbau dieses Faches, für das es im deutschsprachigen Raum bisher noch keine eigene Einrichtung dafür gab. Bei seiner Professur handelt es sich um die einzige C4-Professur für Geschichte der Pharmazie in Deutschland, die von der Bundesvereinigung Deutscher Apotheker Verbände (ABDA) gestiftet wurde. Nachdem er 1986 emeritierte, leitete er noch zwei Jahre das Institut für Geschichte der Pharmazie, das sich auch international zu einem angesehenen Zentrum für Lehre und Forschung entwickelte.
Neben der Leitung des Instituts war Schmitz als Hochschulvertreter Delegierter der hessischen Landesapothekerkammer (1960 bis 1986), Präsident bzw. Vorstand der Gesellschaft für Wissenschaftsgeschichte (1971 bis 1974), des „Verbandes der Professoren an pharmazeutischen Hochschulinstituten der Bundesrepublik Deutschland und West-Berlin“ (1976 bis 1985), der DGF-Senatskommission für Humanismusforschung (1978 bis 1986) und der Deutschen Pharmazeutischen Gesellschaft. Von 1972 bis 1984 betreute Rudolf Schmitz als wissenschaftlicher Berater ein von ihm gegründetes deutsch-indonesisches Entwicklungshilfsprojekt. Weil er sich auch mit aktuellen Themen der Pharmazie befasste, berief man ihn in den Bundesgesundheitsrat (1981 bis 1989), die „Arbeitsgruppe Approbationsordnung Pharmazie“ (1982 bis 1985) und den „Beratenden Ausschuss für die pharmazeutische Ausbildung“ bei der EG-Kommission (1988 bis 1991).
Neben der Geschichte der Pharmazie beschäftigte er sich auch mit der Geschichte der Botanik und der Chemie. Von ihm selbst findet man etwa 300 Publikationen, überdies gibt es 124 Dissertationen, die unter seiner Leitung abgeschlossen wurden. Von Schmitz’ Schülern wurden neun selbst Hochschullehrer.
Nach seinem Tod richtete seine Frau Ursula Schmitz in Gedenken an ihren Mann im Dezember 2001 die „Professor-Rudolf-Schmitz-Studienstiftung“ ein. Diese bestückte sie mit 200.000 Mark Stiftungskapital, das treuhänderisch vom „Verein zur Förderung des Institutes für Geschichte der Pharmazie der Philipps-Universität Marburg e. V.“ verwaltet wird. Die Stiftung soll Forschungen der Geschichte der Pharmazie, die mit dem Marburger Institut in Verbindung stehen, durch Stipendien, Forschungs- und Druckbeihilfen fördern.

## Auszeichnungen
- 1966: Schelenz-Plakette der Internationalen Gesellschaft für Geschichte der Pharmazie
- 1979: Wahl als korrespondierendes Mitglied in die Braunschweigische Wissenschaftliche Gesellschaft[1]
- 1979: Großes Ehrenzeichen der Universität Gadjah Mada (Yogyakarta, Indonesien)
- Urdang-Medaille des American Institut of the History of Pharmacy
- 1981: Bundesverdienstkreuz 1. Klasse
- 1983: Ehrennadel der Deutschen Apotheker
- 1984: Großes Bundesverdienstkreuz
- 1993: Carl-Mannich-Medaille der Deutschen Pharmazeutischen Gesellschaft (postum)

## Publikationen (Auswahl)
- Zur Bibliographie der Erstausgabe des Dispensatoriums Valerii Cordi. In: Sudhoffs Archiv. Band 42, 1951, S. 260–270.
- Alchemie und Pharmazie in der Renaissance. In: Pharmazeutische Zeitung. Band 103, 1958, S. 329–333.
- Über deutsche Apotheken des 13. Jahrhunderts. Ein Beitrag zur Etymologie des apotheca-apothecarius-Begriffs. In: Sudhoffs Archiv. Band 45, 1961, S. 289–302.
- Über den Arabismus in der Geschichte der Pharmazie. In: Pharmazeutische Zeitung. Band 107, 1962, S. 409–413.
- mit S. Lefrère: Geschichte der Hamburger Apotheken 1818–1965. 1966.
- Mörser, Kolben und Phiolen. Aus der Welt der Pharmazie. Stuttgart 1966; Neudruck (um ein Vorwort erweitert) Graz 1978.
- Die deutsche Pharmazeutisch-Chemischen Hochschulinstitute. 1969.
- Pharmazie und angewandte Naturwissenschaften in ihrer Beziehung zum Renaissance-Humanismus. In: Humanismusforschung seit 1945. Ein Bericht aus interdisziplinärer Sicht. Bonn 1975 (= Kommission für Humanismusforschung der DFG. Mitteilung 2), S. 185–191.
- Der Anteil des Renaissance-Humanismus an der Entwicklung von Arzneibüchern und Pharmakopöen. In: Fritz Krafft, Dieter Wuttke (Hrsg.): Das Verhältnis der Humanisten zum Buch. Boppard 1977 (= Kommission für Humanismusforschungen der DFG. Mitteilung 4), S. 227–243.
- mit A. Geus, E. Greber, G. Kauffmann und J. Leib: Die Naturwissenschaft an der Philipps-Universität Marburg 1527–1977. 1978.
- als Hrsg. mit Fritz Krafft: Humanismus und Naturwissenschaften. Boppard 1980 (= Beiträge zur Humanismusforschung. Band 6).
- als Hrsg. mit Gundolf Keil: Humanismus und Medizin. Acta humaniora, Weinheim 1984 (= Deutsche Forschungsgemeinschaft: Mitteilungen der Kommission für Humanismusforschung. Band 11), ISBN 3-527-17011-1.
- Der Arzneimittelbegriff der Renaissance. In: Rudolf Schmitz, Gundolf Keil (Hrsg.): Humanismus und Medizin. Acta humaniora, Weinheim 1984 (= Deutsche Forschungsgemeinschaft. Mitteilungen der Kommission für Humanismusforschung. Band 11), ISBN 3-527-17011-1, S. 1–21.
- 100 Jahre Deutsche Pharmazeutische Geschichte. 1990.
- als Hrsg.: Geschichte der Pharmazie, I: Von den Anfängen bis zum Ausgang des Mittelalters; II: Von der Frühen Neuzeit bis zur Gegenwart. Eschborn 1998–2005.
- mit Franz-Josef Kuhlen: Geschichte der Pharmazie, I: Von den Anfängen bis zum Ausgang des Mittelalters. 1998.